# Caroga costalis
Caroga costalis là một loài bướm đêm trong họ Noctuidae.